# قرطاجنة (تشيلي)
قرطاجنة، (تشيلي) (بالإسبانية: Cartagena, Chile) هي بلدية تقع في تشيلي في  في إقليم فالبارايسو في مقاطعة سان أنطونيو. يقدر عدد سكانها بـ 17,978 نسمة ومساحتها 245.9 كم2 وترتفع عن سطح البحر 140 متر.

## أعلام
- بيثنتي ويدوبرو
- خوسيه خواكين أغيري